# 솜털목
솜털목(Ectocarpales)은 갈조강에 속하는 조류 목의 하나이다. 참솜털(Ectocarpus siliculosus)등을 포함하여 7과 760여 종으로 이루어져 있다.

## 하위 과
- 솜말과 (Acinetosporaceae)
- Adenocystaceae
- 민가지말과 (Chordariaceae)
- 솜털과 (Ectocarpaceae)
- Myrionemataceae
- Petrospongiaceae
- 고리매과 (Scytosiphonaceae)